# Зимняя сказка (мультфильм, 1981)
«Зимняя сказка» — советский рисованный мультипликационный фильм по одноимённой сказке Сергея Козлова, о том, как Ёжик всю зиму лечил Медвежонка после того, как тот переел снега. Дата выпуска: 1 декабря 1981 года.

## Сюжет
Пришла зима. Весь лес укрыло снегом. Медвежонок так радовался, что бегал и прыгал по сугробам. «Красота!» — кричал он. — «Это надо всё съесть!» Снегирь сказал ему: «Ты зачем лёг в снег? Простудишься!» «Не-а, я бы всё это — съел. Всю эту красоту. А съем — и поспать можно будет!» — отвечал Медвежонок. И он купался в снегу, ел снег и считал снежинки. А когда замёрз, то побрёл домой и залез под одеяло на кровать. Медвежонок лежал и ему казалось, что он всё кружится вместе со снежинками. «Я — снежинка», — повторял он. Снегирь полетел к Ёжику и сказал ему: «Твой друг Медвежонок объелся снегом». Ёжик тут же собрал лукошко и побежал к Медвежонку. Всю зиму он старательно ухаживал за больным. Когда на окне звонко закапали сосульки, Медвежонок выздоровел и проснулся, но ничего не помнил о своей болезни. Идя домой, Ёжик грустно сказал: «Не помнит. А сам всю зиму говорил, что он — снежинка. И я так боялся, что он растает к весне...»

## Создатели
| автор сценария             | Сергей Козлов                                                                                                |
| режиссёр                   | Юрий Бутырин                                                                                                 |
| художник-постановщик       | А. Елизаров                                                                                                  |
| композитор                 | Виктор Купревич                                                                                              |
| оператор                   | Игорь Шкамарда                                                                                               |
| звукооператор              | Виталий Азаровский                                                                                           |
| художники-мультипликаторы: | - Юрий Бутырин - А. Елизаров - Игорь Самохин - Светлана Сичкарь (в титрах отсутствует)                       |
| художники:                 | - Жанна Корякина - Александр Сичкарь - Александр Брежнев - Т. Великород - Ольга Киселёва - Наталия Дмитриева |
| роли озвучивали:           | - Клара Румянова — Ёжик - Георгий Бурков — Медвежонок - Георгий Вицин — Снегирь                              |
| ассистент режиссёра        | Г. Черникова                                                                                                 |
| монтажёр                   | Любовь Георгиева                                                                                             |
| редактор                   | Е. Ходина |
| директор                   | Л. Варенцова                                                                                                 |

## Переиздания на DVD и на VHS
Сборник мультфильмов "Зимняя сказка" выходил на VHS.
Мультфильм многократно переиздавался на DVD в сборниках мультфильмов.
- «Трям! Здравствуйте!». (Крупный план) Сборник мультфильмов.
- «Трям! Здравствуйте!» Сборник мультфильмов.
- «Белогривые лошадки» (Твик-Лирек) Сборник мультфильмов.
- «Для самых маленьких» Сборник мультфильмов.
- «Любимые песенки» Сборник мультфильмов.
- «Спокойной ночи, малыши! Неделя 2-я». (Источник — Аниматор.ру)

## Мини-сериал
По словам Юрия Бутырина, ему хотелось снимать именно детские мультфильмы. Ему подходили по тематике короткие детские сказки Сергея Козлова с их сквозными персонажами. Бутырин планировал снять множество эпизодов, но после первых трёх («Трям! Здравствуйте!», «Зимняя сказка» и «Осенние корабли») удалось снять только последнюю ленту «Удивительная бочка», после чего Козлов, по какой-то причине, охладел к идее Бутырина. В итоге получился мини-сериал, в котором каждая серия соответствовала какому-то времени года.

### Комментарии
1. ↑  Отчество уточнено по персональной странице на сайте музея ЦСДФ[3].
2. ↑  Имя уточнено по персональной странице на сайте Аниматор.ру[4].
3. ↑  Имя и отчество уточнены по статье Георгия Бородина и некрологу на сайте Охотники.ру[5][6].
4. ↑  Имя уточнено по персональной странице на сайте Аниматор.ру[7].
5. ↑  Имя и отчество уточнены по персональной странице на сайте Аниматор.ру[8].
6. ↑  Имя и отчество уточнены по персональной странице на сайте Аниматор.ру[9].
7. ↑  Имя и отчество уточнены по персональной странице на сайте Аниматор.ру[10].
8. ↑  Имя уточнено по персональной странице на сайте Аниматор.ру[11].
9. ↑  Имя и отчество уточнены по персональной странице на сайте Аниматор.ру[12].
10. ↑  Отчество уточнено по персональной странице на сайте Аниматор.ру[13].
11. ↑  Отчество уточнено по персональной странице на сайте Аниматор.ру[15].
12. ↑  Имя и отчество уточнены по персональной странице на сайте Аниматор.ру[17].